# Junkers K 53
Junkers K 53 – szwedzki samolot wojskowy, wyprodukowany w filii zakładów Junkers, będący przeróbką modelu A 35 na cele militarne. Zamontowano w nim karabiny maszynowe i przystosowano do lotów w zmiennych warunkach pogodowych. Wyposażano go także w silnik Junkers L5.